# Ronnie Lane's Slim Chance
| Críticas profissionais | Críticas profissionais |
| Avaliações da crítica  | Avaliações da crítica  |
| Fonte                  | Avaliação              |
| ---------------------- | ---------------------- |
| Allmusic               | 4.5 de 5 estrelas.     |

Ronnie Lane's Slim Chance é um álbum de estúdio do músico britânico Ronnie Lane. Lançado em 1974 pela Island Records, trata-se do segundo álbum solo feito por Lane após deixar o The Faces. Em referência à noção de sucesso comercial que ele esperava voltar alcançar após deixar o grupo no auge, ele batizou o álbum e a banda que reuniu para sua gravação de "Slim Chance" ("chance ínfima" em português).

## Faixas
1. "Little Piece of Nothing" (tradicional) – 2:23
2. "Stone" (Ronnie Lane) – 4:06
3. "Bottle of Brandy" (Isaacs Family) – 2:46
4. "Street Gang" (Ronnie Lane, Ruan O'Lochlainn, Steve Simpson) – 4:04
5. "Anniversary" (Ronnie Lane) – 2:57
6. "I'm Gonna Sit Right Down (and Write Myself a Letter)" (Fred Ahlert, Joe Young) – 2:53
7. "I'm Just a Country Boy" (Fred Brooks) – 2:42
8. "Ain't No Lady" (Lane, Ruan O'Lochlainn, Kate Lambert) – 4:22
9. "Blue Monday" (Fats Domino, Dave Bartholomew) – 4:07
10. "Give Me a Penny" (Ronnie Lane) – 2:57
11. "You Never Can Tell" (Chuck Berry) – 4:31
12. "Tin and Tambourine" (Ronnie Lane, Kate Lambert) – 4:09
13. "Single Saddle" (Arthur Altman, Hal David) – 3:02

## Créditos
- Ronnie Lane – guitarra, baixo, vocais
- Steve Simpson – guitarra, bandolim, violino, teclado, gaita
- Ruan O'Lochlainn – órgão, piano, saxofone
- Charlie Hart – violino, teclado, piano, acordeão
- Brian Belshaw – baixo
- Glen LeFleur – bateria
- Jim Frank – bateria